# Psilocistella
Psilocistella is een geslacht van schimmels behorend tot de familie Hyaloscyphaceae. De typesoort is Psilocistella obsoleta.

## Soorten
Volgens Index Fungorum telt het geslacht 12 soorten (peildatum maart 2023):
| Soortnaam                                       | Auteur(s)         | Publicatiejaar |
| ----------------------------------------------- | ----------------- | -------------- |
| Psilocistella alchemillae                       | Raitv.            | 2003           |
| Psilocistella conincola (Dennenappelrijpkelkje) | (Velen.) Svrček   | 1979           |
| Psilocistella deschampsiae                      | Gamundí & Spinedi | 1988           |
| Psilocistella fonticola                         | Svrček            | 1983           |
| Psilocistella jasmini                           | Raitv. & R. Galán | 2004           |
| Psilocistella lignatilis                        | (Velen.) Svrček   | 1977           |
| Psilocistella macrospora                        | Raitv.            | 2003           |
| Psilocistella nympharum                         | (Velen.) Svrček   | 1985           |
| Psilocistella obsoleta                          | (Velen.) Svrček   | 1977           |
| Psilocistella parca                             | Svrček            | 1992           |
| Psilocistella quercina                          | (Velen.) Svrček   | 1977           |
| Psilocistella vernalis                          | (Velen.) Svrček   | 1985           |